# شهرستان کورتلند (نیویورک)
شهرستان کورتلند (به انگلیسی: Cortland) واقع در ایالت نیویورک است. جمعیت این شهرستان بر اساس سرشماری سال ۲۰۱۰ آمریکا ۴۹۳۳۶ نفر گزارش شده‌است. مرکز شهرستان کورتلند شهر کورتلند است.این شهرستان در سال ۱۸۰۸ بنیانگذاری شده‌است و نام آن برگرفته از نام پیر ون کورتلند است که اولین قانون اساسی در نیویورک را در سال ۱۷۷۷ نوشت و اولین معاون فرماندار نیویورک نیز بود.